# Thomas Walton
 (octobre 2024).
Sir Thomas Walton (ou Waweton ou Wauton), né à une date incertaine et mort vers le début des années 1450, est un homme politique anglais, notamment élu président de la Chambre des communes du Royaume-Uni en 1425.

## Biographie
Sir Thomas Walton est le fils de John Walton, député du Huntingdonshire à une dizaine de reprises dans le dernier tiers du XIVe siècle et juge local. Thomas Walton est encore jeune lorsqu'il est élu à son tour député de ce comté au parlement de janvier 1397, succédant directement à son père. De même, il succède immédiatement à son père comme juge de paix dans le comté en février 1405. À la mort de son père vers 1412, il hérite d'un manoir dans le Bedfordshire, comté qu'il représentera également comme député à la Chambre des communes à plusieurs reprises. En 1415 il est nommé shérif du Bedfordshire et du Buckinghamshire, fonction qu'il occupera de manière intermittente jusqu'en 1435. Il est fait chevalier en 1419.
Les députés l'élisent à la présidence de la Chambre pour le parlement de 1425. Il semble avoir joué un rôle dans les efforts de ce parlement pour brider les ambitions politiques d'Henri Beaufort, ainsi que pour faire valoir les droits de suspects lollards détenus sans procès. Le 20 août 1429 toutefois, accompagné de plusieurs hommes, il entre de force à la mairie de Huntingdon et contraint le shérif à déclarer élus députés du Huntingdonshire les deux hommes qu'il lui impose, dont son cousin William Walton. Les électeurs du comté obtiennent l'annulation de cette déclaration illégitime. Dans le même temps, Thomas Walton, en sa capacité de shérif du Buckinghamshire, falsifie les résultats électoraux de ce comté et déclare élus deux de ces proches. Face aux vives protestations des électeurs, une commission enquête, annule ces déclarations également, et déclare élus les deux hommes choisis par les électeurs. Thomas Walton est puni d'une lourde amende, et le Parlement durcit la loi qui réprime de telles fraudes.
En 1432 il épouse Alana Felbrigg, cousine de la défunte reine Anne de Bohême. Malgré sa condamnation pour fraude, il poursuit une carrière de juge de paix dans le Bedfordshire jusqu'en 1448.